# بول فيرهوفن
بول فيرهوفن (بالألمانية: Paul Verhoeven)‏ (و. 1901 – 1975 م) هو مخرج أفلام، وكاتب سيناريو، وممثل مسرحي، وممثل أفلام ألماني، توفي في ميونخ، عن عمر يناهز 74 عاماً.

## وصلات خارجية
- بول فيرهوفن على موقع IMDb (الإنجليزية)
- بول فيرهوفن على موقع مونزينجر (الألمانية)
- بول فيرهوفن على موقع ألو سيني (الفرنسية)
- بول فيرهوفن على موقع أول موفي (الإنجليزية)
- بول فيرهوفن على موقع قاعدة بيانات الأفلام السويدية (السويدية)
- بول فيرهوفن على موقع ديسكوغز (الإنجليزية)
- بول فيرهوفن على موقع قاعدة بيانات الفيلم (الإنجليزية)
- بول فيرهوفن على موقع كينوبويسك (الروسية)